# Núria Armengol Reig
Núria Armengol Reig (Barcelona, 14 de març de 1949) és una exjugadora, entrenadora i directiva de basquetbol catalana.
Es formà en les categories inferiors del Futbol Club Barcelona. Jugà tota la seva carrera esportiva al Club Esportiu Hispano Francès, competint a la Lliga espanyola de bàsquet. Posteriorment. fou entrenadora i directiva de l'entitat fins a la desaparició de la secció (2000). Per altra banda, fou representant dels clubs de la Primera Divisió femenina i cap a finals de 1984 fou escollida presidenta de la primera Associació de Clubs de Basquetbol Femení de primera divisió, tot i les inicials discrepàncies de la Federació Espanyola. Entre d'altres reconeixements, fou guardona amb la medalla d’or de la Federació Espanyola de Bàsquet i distingida com a Històrica del Bàsquet Català de la Fundació del Bàsquet Català (2002).